# Amfiteatr Tysiąclecia w Opolu
Amfiteatr opolski – Narodowe Centrum Polskiej Piosenki w Opolu – amfiteatr powstały z inicjatywy Karola Musioła. Koncepcję na wzór liścia figowca, który opadł na ziemię stworzył architekt Tadeusz Łagiewski. Projekt zrealizował Florian Jesionowski. Amfiteatr stał się jednym ze znanych symboli miasta.

## Historia
Od czerwca 1963, oprócz 1982, 2010 roku, odbywa się tutaj Krajowy Festiwal Piosenki Polskiej. W amfiteatrze działa Narodowe Centrum Polskiej Piosenki oraz Muzeum Polskiej Piosenki.
Amfiteatr zbudowany został na miejscu najstarszej słowiańskiej osady w Opolu, gdzie prowadzone były przez wiele lat badania wykopaliskowe, w wyniku których odkryto dobrze zachowane drewniane konstrukcje budynków oraz drewniane moszczenia ulic. Zgodnie z postulatami archeologów na tym miejscu miało powstać muzeum, w którym miały być prezentowane zakonserwowane pozostałości najstarszej zabudowy Opola.

## Rozbudowa
W 2009 roku rozpoczęły się prace budowlane. Rozbudowa przebiegła według projektu pracowni architektonicznej Biuro 87a. Na wiosnę 2011 roku obiekt został całkowicie przebudowany a widownia liczy obecnie 3653 miejsc siedzących oraz posiada zadaszenie, przed przebudową było to aż prawie 4800 miejsc, a dnia 19 maja 2011 roku nastąpił odbiór końcowy obiektu. Koszt budowy wynosił ponad 28 mln zł.

## Ważniejsze wydarzenia
- 1963–1981, od 1983 – Krajowy Festiwal Piosenki Polskiej
- od 2007 – Podbiegi
- 2009, od 2012 – Koncerty z okazji „Dni Opola”
- 23 maja 2009 – Koncert „Free Art Fest: Skinny Patrini”
- 27 czerwca 2009 – Koncert zespołu Improvia
- 4 października 2009 – Koncert Zespołu Pieśni i Tańca „Opole”
- 29 kwietnia 2010 – Koncert zespołów Blues Power i Bexsa
- 15 kwietnia 2011 – Koncert „Ulica Kultury: Soundwave”
- 12 czerwca 2011 – Koncert KOWALSKA / CIECHOWSKI i goście, PERFECT i przyjaciele z okazji otwarcia Narodowego Centrum Polskiej Piosenki oraz upamiętniający Grzegorza Ciechowskiego[3]
- 3 lipca 2011 – Koncert „Lato ZET i DWÓJKI”
- 8 lipca 2011 – Reggae Summer Day 2011
- 9 lipca 2011 – Opera Śląska: „Straszny dwór”
- 29 lipca 2011 – Koncert „Giganci Rocka: Lady Pank i Wilki”
- 3 sierpnia 2011 – Wystawa Photo Day
- 5 sierpnia 2011 – Koncert zespołów Zakopower i Carrantuohill pt. „Touch of Ireland”
- 14 sierpnia 2011 – Kabaret Moralnego Niepokoju
- 20 sierpnia 2011 – Koncert Zespołu Pieśni i Tańca „Śląsk”
- od 2011 – Śląska Gala Biesiadna
- 27 sierpnia 2011 – Koncert zespołu Bajm
- 28 sierpnia 2011 – Koncerty Promenadowe
- 2 września 2011 – Koncert zespołów Coma, Myslovitz i No Public
- 8 września 2011 – Koncert z okazji 25-lecia pracy artystycznej Cezarego Pazury
- 9 września 2011 – Koncert Maryli Rodowicz
- 17 września 2011 – Koncert Grubsona
- 18 września 2011 – Koncert Drupiego pt. „Pożegnanie Lata z Włoską Piosenką”
- 25 września 2011 – Koncert Dody
- 27 kwietnia 2012 – Koncert Igora Boxx
- 10 maja 2012 – Kabareton „Koniec Świata 2012”
- 3 czerwca 2012 – Koncert  poświęcony pamięci Jarosława Kukulskiego i Anny Jantar „Mała życia garść” oraz 30-lecia zespołu T.Love
- 29 czerwca 2012 – Koncert Macieja Maleńczuka z zespołem Psychodancing
- 30 czerwca 2012 – Koncert zespołu Acid Drinkers i Kazika Staszewskiego
- 2 lipca 2012 – Koncert z okazji 60-lecia Zespołu Pieśni i Tańca „Opole”
- 14 lipca 2012 – Koncert Ryszarda Rynkowskiego
- 20 lipca 2012 – Koncert „Queen Symfonicznie”
- 27 lipca 2012 – Koncert Anny Marii Jopek
- 4 sierpnia 2012 – Międzynarodowa Gala Operowa
- 19 sierpnia 2012 – Koncert „Bajkowe wakacje w amfiteatrze – „Ratunku! Jestem rybką””
- 31 sierpnia 2012 – Akcja „Piechur”
- 31 sierpnia 2012 – Koncert Gentlemana, zespołu The Evolution
- 2 września 2012 – Teatr Rozrywki „Skrzypek na dachu”
- 7 września 2012 – Koncert Piotra Bałtroczyka pt. „Wakacyjna Pięćdziesiątka”
- 16–18 września 2012 – Koncert „Opolskie Kulturą Stoi”
- 23 września 2012 – Koncert zespołu Zakopower
- od 2013 – Polska Noc Kabaretowa
- 5 maja 2013 – Koncert „Piosenka ma swoje historie: Zbigniew Wodecki”
- 17 maja 2013 – Koncert Andrzeja Piasecznego
- 18 maja 2013 – Koncert zespołu Kombii z okazji Święta Województwa Opolskiego
- 28 czerwca 2013 – Koncert zespołu Balkan Beat Box
- 29 czerwca 2013 – Koncert Jaromíra Nohavicy i Stanisława Soyki pt. „W stronę krainy łagodności”
- 5 lipca 2013 – Kino pod gwiazdami: „Zakochani w Rzymie”
- 13 lipca 2013 – Koncert zespołów Ira i LemON
- 27 lipca 2013 – Koncert Roberta Janowskiego
- 28 lipca 2013 – Koncert upamiętniający Annę German pt. „Być może gdzie indziej”
- 3 sierpnia 2013 – Gala Operowa
- 25 sierpnia 2013 – Koncert Filharmoników Opolskich
- 30 sierpnia 2013 – Koncert „Skaldowie, Pod Budą, Grzegorz Turnau, Janusz Radek”
- 6 września 2013 – Koncert „Dzień Energetyka: Perfect i Kabaret Neonówka”
- 20 września 2013 – Koncert zespołu Dżem
- 21 września 2013 – Koncert zespołu Shantażyści pt. „Dom o zielonych progach”
- 11 listopada 2013 – Koncert „Panny Wyklęte”
- od 2014 – Letni Festiwal Operowy
- 27 kwietnia 2014 – Koncert „Kolorowa Niedziela”
- 10 maja 2014 – Koncert zespołu Budka Suflera
- 11 maja 2014 – Koncert „Święto Województwa”
- 22 czerwca 2014 – Koncert Krzysztofa Krawczyka
- 27 czerwca 2014 – Koncert „Kraków i Opole śpiewają po (o)polsku”
- 29 czerwca 2014 – Wieczór Muzyki Filmowej
- 4 lipca 2014 – Koncert Sylwii Grzeszczak i Margaret
- 20 lipca 2014 – Projekcja koncertu poświęconego pamięci Jarosława Kukulskiego i Anny Jantar „Mała życia garść”
- 25 lipca 2014 – Koncert zespołu Lady Pank
- 2 sierpnia 2014 – Opera „Nabucco”
- 9 sierpnia 2014 – Koncert Kayah
- 10 sierpnia 2014 – Koncert Majki Jeżowskiej
- 30 sierpnia 2014 – Koncert zespołu Golec uOrkiestra
- 6 września 2014 – Koncert zespołu Zakopower
- 20 września 2014 – Koncert „Niemen Inaczej”
- 18 kwietnia 2015 – Wystawa Photo Day
- 18 kwietnia 2015 – Koncert Leszka Cichońskiego
- 1 maja 2015 – Koncert „Wojewódzkie Święto Szkolnictwa Zawodowego”
- 7 maja 2015 – Koncert zespołu Ira
- 9 maja 2015 – Koncert zespołu Perfect
- 10 maja 2015 – Rodzinna Majówka w Amfiteatrze – Dzień Otwarty
- 3 lipca 2015 – Koncert zespołu LemON i Grzegorza Hyżego
- 18 lipca 2015 – Koncert zespołu T.Love
- 2 sierpnia 2015 – Włoska Gala Operowa
- 16 sierpnia 2015 – Koncert Heino
- 22–23 sierpnia 2015 – Musical „METRO”
- 5 września 2015 – Koncert zespołu Kult
- 11–12 września 2015 – Koncert Maryli Rodowicz
- 12 września 2015 – Koncert z okazji 25-lecia NSZZ Funkcjonariuszy i Pracowników Więziennictwa
- 8 października 2015 – Koncert „Akademickie Opole”
- 31 grudnia 2015 – Noc Sylwestrowa 2015
- 6 maja 2016 – Koncert Andrzeja Piasecznego w ramach trasy koncertowej „Atmasfera 2016”
- 7 maja 2016 – Koncert zespołu Bajm
- 1 lipca 2016 – Koncert Jaromíra Nohavicy
- 29 lipca 2016 – Koncert zespołu Enej, Mesajaha i zespołu Riddim Bandits

## Sala kameralna
W amfiteatrze funkcjonuje również sala kameralna z widownią na 500 osób.

### Na scenie sali kameralnej wystąpili
- 2Tm2,3
- 740 Milionów Oddechów
- Acid Drinkers
- Afromental
- Akurat
- Andrzej Nowak
- Ania Dąbrowska
- Ania Rusowicz
- Anita Lipnicka
- Anna Panas
- Apteka
- Armia
- At the Lake
- B.O.K
- Babu Król
- Bajm
- Bakshish
- Balkan Sevdah
- Basia Beuth
- Beltaine
- Bethel
- Bexsa
- Bezczel
- BiFF
- Bipolar Bears
- Blade Loki
- Bokka
- Bongostan
- Brudne Dzieci Sida
- Buldog
- Cała Góra Barwinków
- Camerton
- Chilli
- Closterkeller
- Chocise
- Coma
- Cool Kids of Death
- Cursed Carnival
- Czesław Mozil
- D4D
- Dick4Dick
- Daab
- Dagadana* Junior Stress
- Dave Lombardo
- Dawid Kwiatkowski
- Dawid Podsiadło
- Dead Snow Monster
- Derek Roddy
- DeyziDoxs
- Dezerter
- Dikanda
- Division by Zero
- DJ BRK
- DJ Eprom
- Donguralesko
- Dorota Miśkiewicz
- Dr Misio
- Dubska
- Echoes of Yul
- Ejectes
- Elvis Deluxe
- Enej
- Eye for an Eye
- Face Of Reality
- Fair Weather Friends
- Farben Lehre
- Fismoll
- Fisz Emade
- Flapjack
- Formacja Chatelet
- Freak
- Ga-Ga/Zielone Żabki
- Gabriela Kulka
- Gooral
- Graftmann
- Gran Putada
- Grażyna Auguścik
- Grażyna Łobaszewska
- Grubson
- Grzegorz Halama
- Habakuk
- Hades
- Hajaja
- happysad
- Hemp Gru
- Henry McCullough
- Henryk Miśkiewicz
- Hey
- HiFi Banda
- Homosapiens
- Hopalong Knut
- Houba
- Hunter
- Hurt
- In a House of Brick
- Indios Bravos
- Inkwizycja
- Ira
- Izabela Trojanowska
- Jafia Namuel
- Jamal
- Janusz „YANINA” Iwański
- Jarecki
- Jarosław Wasik
- Jochen Vogel
- John Porter
- Jorgos Kolias
- Julia Marcell
- Julia i Jędrzej Skiba
- Jumanji
- JWP/BC
- Kabaret Ani Mru-Mru
- Kacezet
- Kaliber 44
- Kamil Bednarek
- Kamp!
- Kapela ze Wsi Warszawa
- Kari Amirian
- Kasia Wilk
- Katarzyna Groniec
- Katarzyna Nosowska
- Katarzyna Skrzynecka
- Kim Nowak
- Kobiety
- Konopians
- Kryzys
- Krzysztof „Puma” Piasecki
- Krzysztof Zalewski
- Kult
- Kumka Olik
- Kumka Olik
- Kury
- L.Stadt
- L.U.C.
- Lady Pank
- Lao Che
- Lech Janerka
- Lecter
- LemON
- Leniwiec
- Leszek Cichoński
- Lipali
- Listen
- Luxtorpeda
- Łąki Łan
- Łona
- Maciej Balcar
- Trocki
- Maleo Reggae Rockers
- Małpa
- Marcelina Stoszek
- Marcin Wyrostek & Coloriage
- Marek Dyjak
- Maria Peszek
- Marika
- Mariusz Wilczyński
- Martyna Jakubowicz
- Masala
- Mela Koteluk
- Michał Bober
- Michał Jelonek
- Michał Miśkiewicz
- Mika Urbaniak
- Mikromusic
- Miloopa
- Mirosław Sitkowski
- Mitch & Mitch
- Mitchell Long
- Mocne Wersy
- Molesta Ewenement
- Monika Borzym
- Monika Brodka
- Moskwa
- Mothra
- Mouga
- Muchy
- Naaman
- Narwani z Kontekstu
- Natalia Kukulska
- Natural Dread Killaz
- Natural Mystic
- Neony
- Neuropathia
- Nie-Bo
- Nocna Zmiana Bluesa
- Novika
- O.S.T.R.
- OCN
- Oddział Zamknięty
- Offensywa
- Olivia Anna Livki
- Ørganek
- Őszibarack
- Pablopavo
- Pajujo
- Paprika Korps
- Paula i Karol
- Paulinho Garcia
- Pezet
- Philm
- Pidżama Porno
- Pink Freud
- Piotr Baron
- Bajzel
- Pivo
- Pogodno
- Poligon Records
- Power of Trinity
- Procesor Plus
- Proletaryat
- Punkt widzenia
- R.U.T.A.
- Rahim
- Ras Luta
- RazTuRazTam
- Rebeka
- Renata Przemyk
- Renton
- Riverside
- Robert Brylewski
- Robert Majewski
- Roots Rockets
- RSC
- Rubin714
- Ruin Cats* Iza Lach
- SBB
- Shadok & MeggaYogga
- Skankan
- Skinny Patrini
- Skubas
- Sławek Wierzcholski
- Smolik / Kev Fox
- SOFA
- Something Like Elvis
- Sorry Boys
- Soul City
- 2XL
- Spokoarmia
- Star Guard Muffin
- Strachy na Lachy
- Sun El Band
- T.Love
- TABU
- Te-Tris
- Ten Typ Mes
- The Analogs
- The Dumplings
- The Globetrotters
- Tito Larriva
- Titus’ Tommy Gunn
- Tomasz Mucha
- Totentanz
- très.b
- Tune
- Tymon & The Transistors
- UL/KR
- Vasti Jackson
- Vavamuffin
- VNM* Gypsyfingers
- Voo Voo
- Webber
- Wierba & Schmidt Quintet
- Wilki
- Włochaty
- Wojciech Karolak
- Wojciech Majewski
- Wojciech Młynarski
- Wojtek Mazolewski
- Wronghead
- wSzaniec
- Wu-Hae
- Z.B.U.K.U
- Zabili Mi Żółwia
- Zakopower
- Zberny 3000
- Zebra
- Zeus
- Ziggie Piggie
- Złe Psy
- Żywiołak

### Imprezy w sali kameralnej
- Silesia Superior Attack
- Międzynarodowy Festiwal Perkusyjny „Drum Fest” 2011
- Casting do zespołu Edyta Górniak w II edycji programu Bitwa na głosy 2012
- Opole Songwriters Festival
- Wielka Orkiestra Świątecznej Pomocy 2014
- Drums & Dance
- Rock Time: Przegląd Zespołów Studenckich
- Mała Akademia Piosenki
- Opolski Festiwal Gór

## Galeria

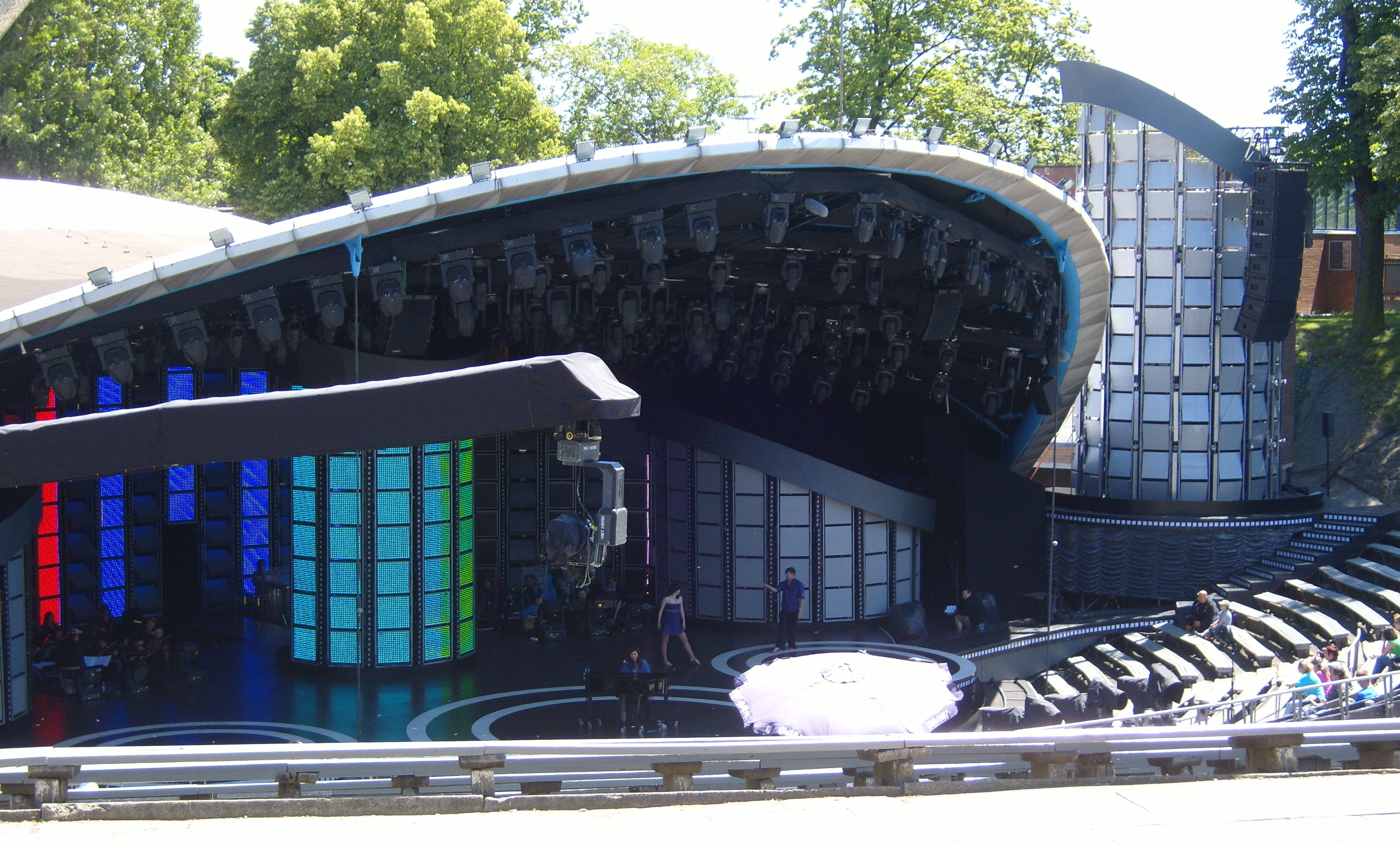
Próba przed XLVI Krajowym Festiwalem Piosenki Polskiej w Opolu
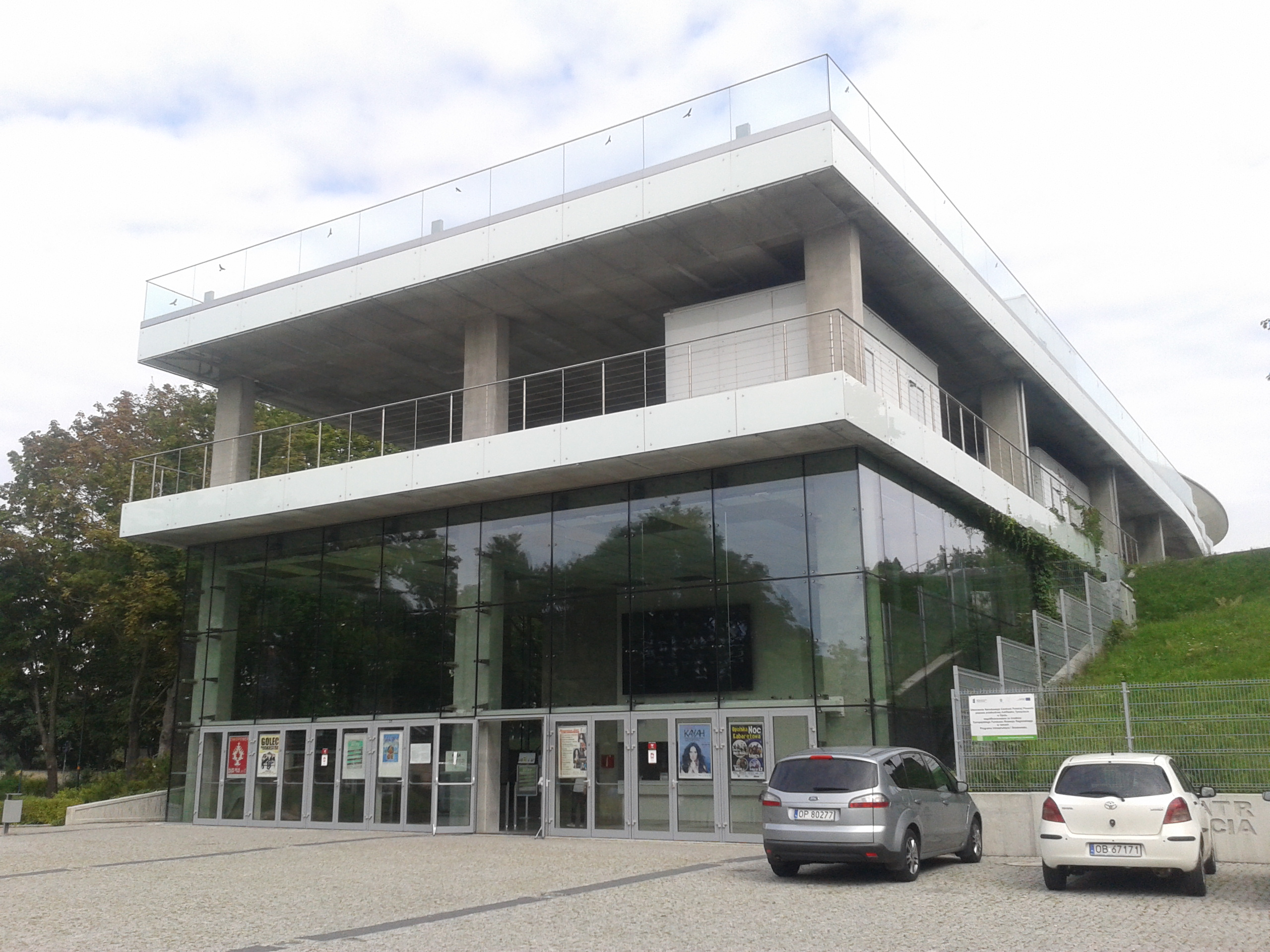
Widok ogólny na obiekt
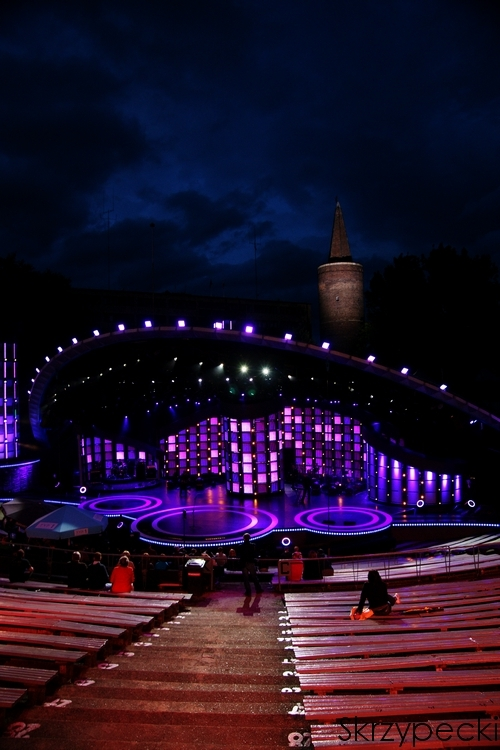
XLVI Krajowym Festiwalem Piosenki Polskiej
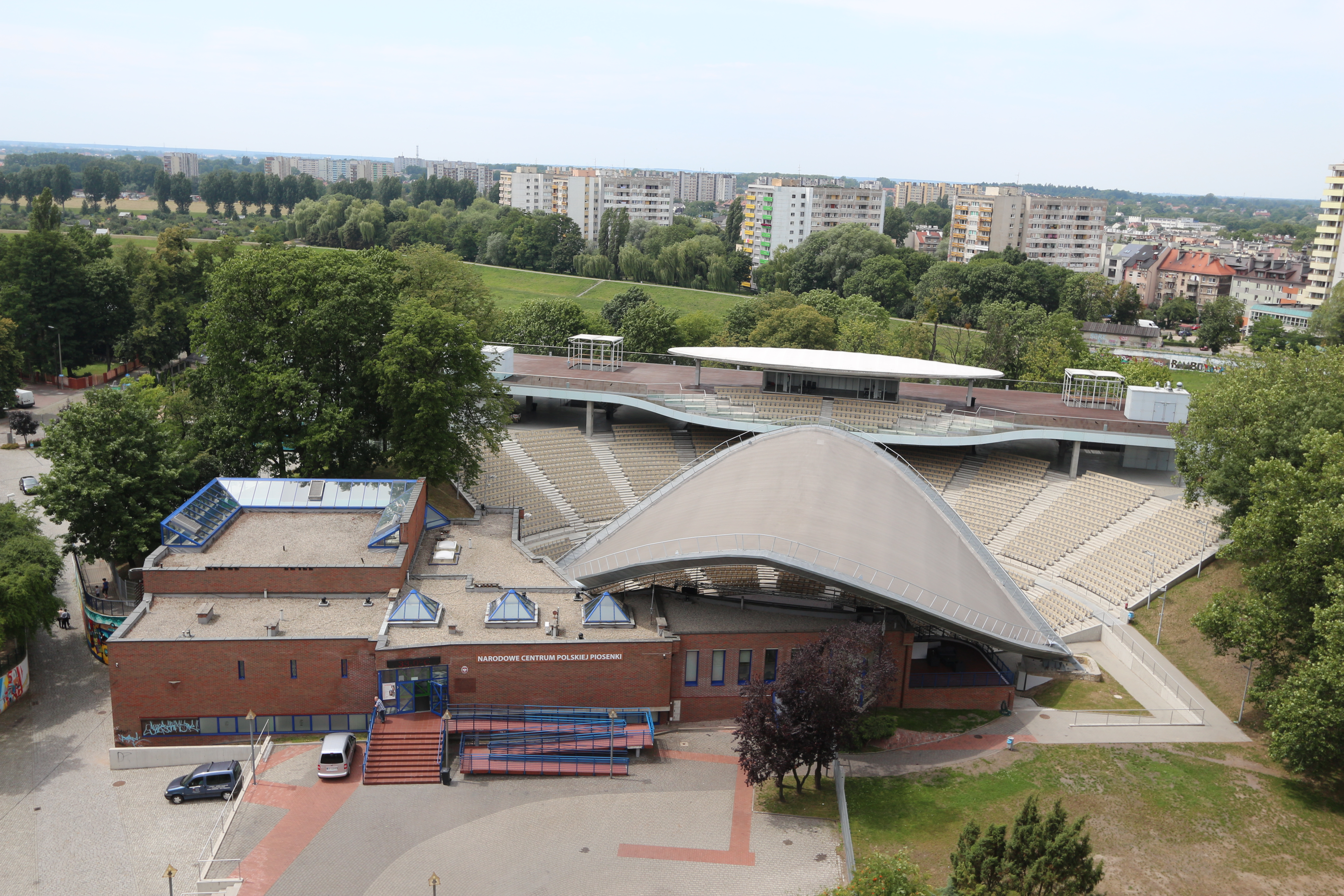
Amfiteatr widziany z Wieży Piastowskiej
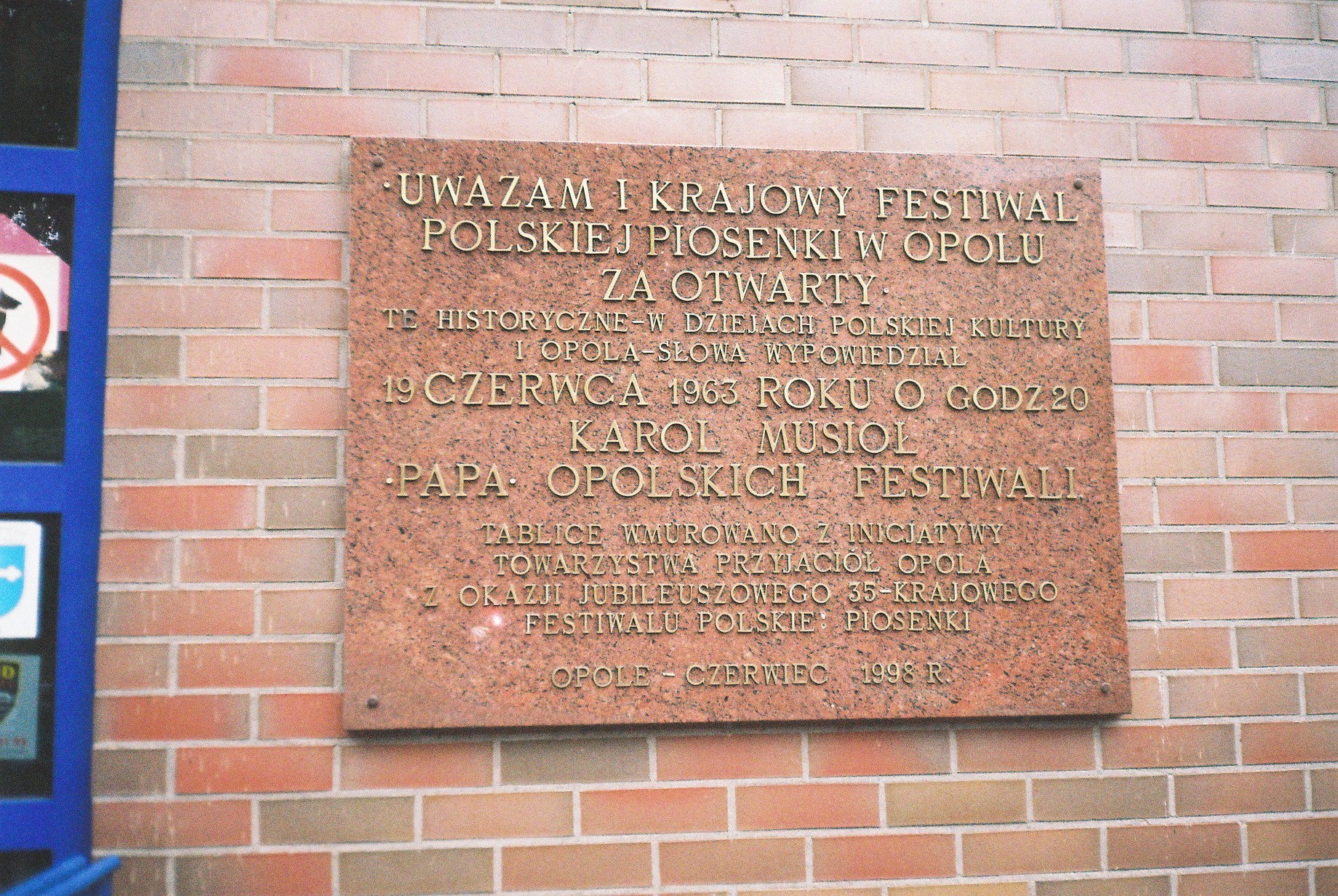
Tablica wmurowana w tył Amfiteatru
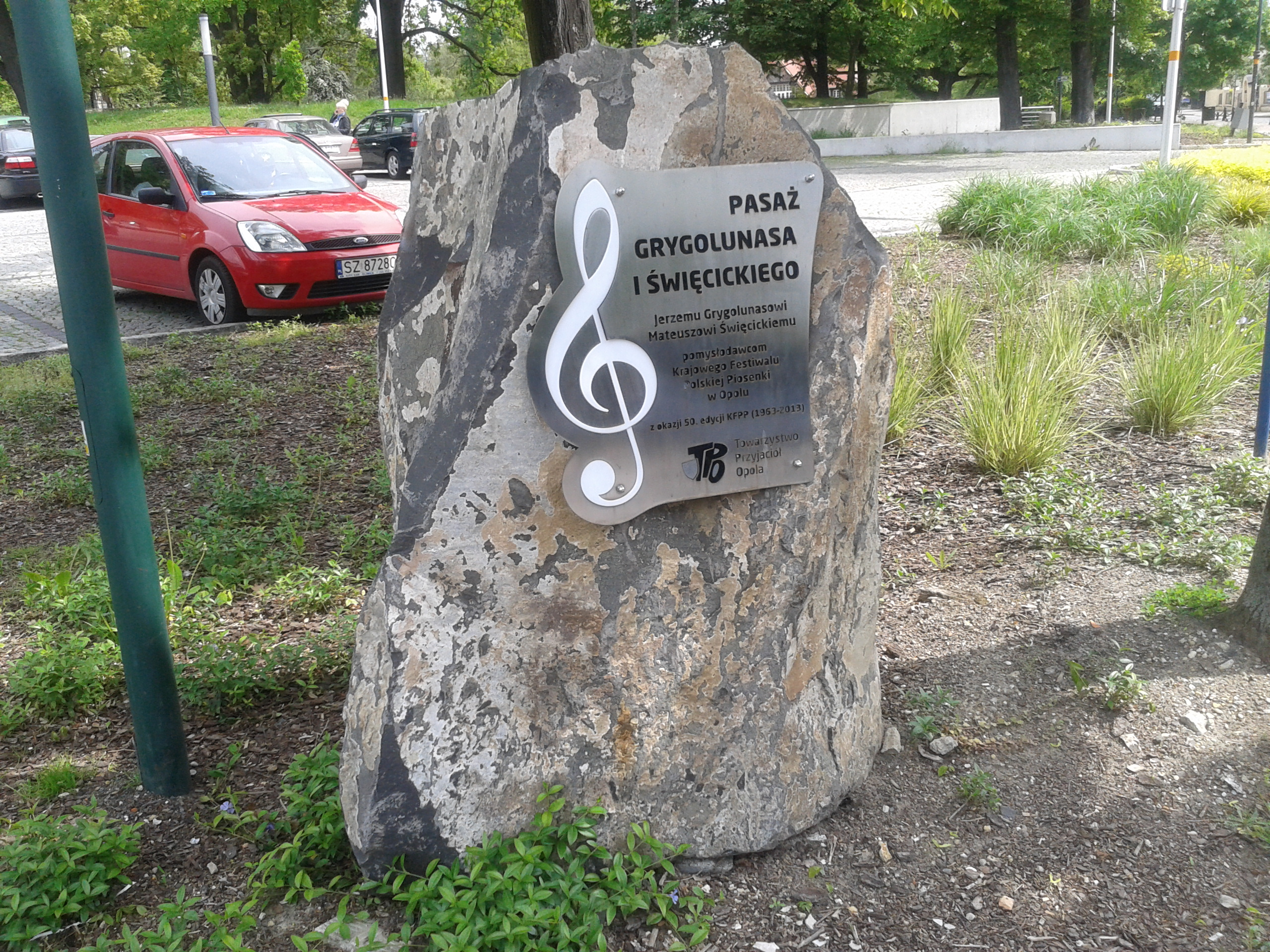
Pasaż koło amfiteatru